# Zogba
Zogba ist ein Arrondissement im Departement Zou in Benin. Es ist eine Verwaltungseinheit, die der Gerichtsbarkeit der Kommune Covè untersteht.

## Demographie
Gemäß der Volkszählung von 2013 hatte Zogba 9975 Einwohner, davon waren 4771 männlich und 5204 weiblich.

## Geographie und Verwaltung
Das Arrondissement liegt als Teil des Departements Zou im Süden des Landes. Es setzt sich aus den vier Dörfern Akpatchihoué, Fonli, Sekon-Djakpa und Zogoli zusammen.